# Stereopony to mósimaszu: Szeidzsin-hen
A Stereopony to Mousimaszu: Szeidzsin-hen (STEREOPONYと申します～成人編～) a Stereopony japán együttes második válogatásalbuma, videóklip gyűjteménye, amely 2012. február 1-jén jelent meg a Sony gondozásában. A kiadvány, a Stereopony to Mousimaszu: Miszeinen-henhez hasonlóan a zenekar hat videóklipjét és azok „hogyan készült” videóit tartalmazza. A lemez az Oricon összesített DVD listáján a kilencvenkettedik helyezést érte el.

## Számlista
1. Cukiakari no Micsisirube (ツキアカリのミチシルベ?, ’A holdfény útjelzőtáblája’)
2. Hanbunko (はんぶんこ?, ’Két ember közötti egységes szétosztás’)
3. Over Drive
4. Csiisza na Mahó (小さな魔法?, ’Kis varázslat’)
5. Tatoeba Utaenakunattara (たとえば唄えなくなったら?)
6. Arigató (ありがとう?, ’Köszönöm’)
7. Így készült: a Cukiakari no Micsisirube videóklipje
8. Így készült: a Hanbunko videóklipje
9. Így készült: az Over Drive videóklipje
10. Így készült: a Csiisza na Mahó videóklipje
11. Így készült: a Tatoeba Utaenakunattara videóklipje
12. Így készült: az Arigató videóklipje